# Pano2VR
Pano2VR är en mjukvara med vars hjälp det är möjligt att skapa panoramabilder. Denna mjukvara är utvecklad av Garden Gnome Software, och finns i versioner för Mac OS, Windows och Linux. Pano2TV är en utvecklad variant av föregångaren som kallades Pano2QTVR.